# Kara Zhorga
El Kara Zhorga (en kazakh i literalment, pelatge dels cavalls) o Kara Zhorgo (en kirguís) és un tipus de dansa folklòrica kazakh, kirguís i/o xinesa (l'origen és discutit), en la qual un ballarí representa la figura d'un genet experimentat a través dels moviments de ball. Malgrat que inicialment era considerada una dansa masculina, gradualment va anar sent ballada per dones. Es considera, generalment, que el ball promou l'equitació i destaca pels seus matisos i tècnica respecte d'altres balls.
Hi ha diferents formes d'executar i anomenar el ball, sobretot depenent de la regió on és ballat. Per exemple, al Kazakhstan oriental es balla en parella, mentre que a la regiò càspia s'anomena Saitan kon (literalment, dimoni diví o celestial). És considerada una de les 18 danses oblidades dels kazakhs. Actualment es pot veure durant festes i casaments nacionals.

## El ball per regió

### Kazakhstan
El ball era una de les 18 dances oblidades dels kazakhs fins que Arystan Shadetuly, un kazakh originari de la Xina va retornar al seu país l'any 1995. A partir de llavors, es va donar el resorgiment de la dansa, amb un auge durant la dècada de 2010, sobretot pel ressò fet als mitjans de comunicació i a internet.

### Kirguizstan
Segons molts kirguizos, el Kara Zhorgo no té un origen kazakh, sinó que és una dansa folcklòrica kirguís amb mil anys de tradició que es va preservar a la Xina per part dels kirguís que hi habitaven.

### Xina
La revista National Geographic de 1954 va registrar la dansa representada per kazakhs; encara avui en dia és popular entre aquests i és representada en diferents esdeveniments i, fins i tot és inclosa als plans d'estudis de les escoles kazakhs xineses.

## Controversia sobre l'origen
Segons la historiadora i doctora en ciències Gulnara Mendikulova, el Kara Zhorga mai va ser una dansa kazakh i va ser adoptada per ells dels xinesos, i per primera vegada la dansa es va representar en l'obra Ayman - Sholpan amb el tema Kara Zhorga. Segons ella, no hi ha fonts sobre la presència de balls masculins entre els kazakhs, i per primera vegada va veure la dansa Kara Zhorga interpretada per kazakhs de la Xina a Istanbul.
El professor de la Universitat Nacional de les Arts del Kazakhstan Tagzhan Izim no és tan categòric en les seves declaracions; segons ell, el ball era una dansa folklòrica que va adoptar el nom de Kara zhorga després de ser representada a l'obra de teatre esmentada anteriorment, Aiman - Sholpan, l'any 1934.
L'historiador i etnògraf Zhagda Babalykuly assenyala que la dansa moderna kara zhorga no hauria d'executar-se en absolut amb la melodia Kara zhorga, sinó amb una altra música anomenada Salkurek. Segons ell, el Kara Zhorga hauria de ser un ball lent i mesurat, i no ràpid i intens com ho és actualment.
Alimgazy Dauletkhan se'n fa ressò i assenyala que la melodia moderna amb la que s'interpreta el Kara Zhorga no és més que una melodia modificada del Salkuren, creada per a celebracions i dies festius.
A causa de les opinions oposades sobre la dansa Kara zhorga entre la població, un dels residents del Kazakhstan li va demanar a el ministre de Cultura i Esports, Arystanbek Mukhamediuly, que aclarís la situació sobre la dansa. En la seva resposta, el ministre va rebutjar qualsevol declaració sobre el ball, perquè no era de la competència del seu ministeri, i va recomanar posar-se en contacte amb els instituts d'investigació pertinents del Ministeri d'Educació i Ciència del Kazakhstan.